# Fritz Fischer (físico)
Fritz Fischer (Signau, 9 de fevereiro de 1898 — Zurique, 28 de dezembro de 1947) foi um físico técnico, inventor e engenheiro elétrico suíço.
Obteve um doutorado em 1925 nao Instituto Federal de Tecnologia de Zurique, orientado por Karl Kuhlmann e Hermann Weyl.

## Vida
Fritz Fischer estudou engenharia elétrica na ETH Zurich de 1917 a 1921 e formou-se em 1924. Trabalhando na Telephonwerke Albisrieden, ele melhorou a qualidade da transmissão da fala, quando foi chamado aos laboratórios centrais da empresa-mãe Siemens & Halske em Berlim. Lá ele construiu os primeiros navios e aviões controlados remotamente e investigou as propriedades físicas do filme colorido. Mais de 70 pedidos de patente resultaram de seu trabalho na Siemens. Ele foi professor na Universidade Técnica de Berlim .
Em 1932 recebeu um chamado para a ETH Zurique, onde se tornou professor e fundou o Instituto de Física Técnica. Ele desenvolveu e patenteou a técnica Eidophor de exibir imagens de televisão do tamanho de telas de cinema. Edgar Gretener, seu principal assistente na ETH, foi o líder do projeto de desenvolvimento do Eidophor. Este projeto foi transferido para uma empresa fundada por Gretener, que mais tarde se tornou Gretag AG. Após anos de desenvolvimento, a Eidophor alcançou sucesso comercial  até que os projetores de vídeo DLP de processamento de luz digital (outra invenção com importantes colaboradores suíços) e os projetores de vídeo DLP de processamento de luz líquido se tornassem disponíveis.
Outros primeiros assistentes em seu Instituto foram Hugo Thiemann (membro fundador do Clube de Roma), Gustav Guanella, Werner Lindecker e Erna Hamburger, que se tornaram famosos por conta própria.

O professor Fritz Fischer foi um dos importantes cientistas técnicos de sua época. Ele foi co-fundador junto com Max Lattmann, seu primeiro Ph.D. graduado, da Contraves AG, uma empresa suíça de defesa e aeroespacial, agora parte da Rheinmetall Air Defense AG, Zurique.